# Brongniartia trifoliata
Brongniartia trifoliata är en ärtväxtart som beskrevs av Townshend Stith Brandegee. Brongniartia trifoliata ingår i släktet Brongniartia och familjen ärtväxter. Inga underarter finns listade i Catalogue of Life.